# Le Chemin

Le Chemin este o comună în departamentul Marne, Franța. În 2009 avea o populație de 49 de locuitori.